# Veselá (ort i Tjeckien, Zlín)
Veselá är en ort i Tjeckien.   Den ligger i regionen Zlín, i den östra delen av landet, 260 km öster om huvudstaden Prag. Veselá ligger 347 meter över havet och antalet invånare är 708.
Terrängen runt Veselá är kuperad åt sydost, men åt nordväst är den platt.Runt Veselá är det ganska tätbefolkat, med 72 invånare per kvadratkilometer. Närmaste större samhälle är Zlín, 7,7 km väster om Veselá. I omgivningarna runt Veselá växer i huvudsak blandskog.